# Richard Ball (político australiano)
Richard Thomas Ball (14 de septiembre de 1857 - 30 de octubre de 1937) fue un político e ingeniero en Nueva Gales del Sur, Australia.

## Primeros años
Nació en Sídney, hijo del granjero George Ball y Ann, de soltera Hooper. Después de asistir a la escuela primaria en Eastern Creek, trabajó para varias empresas de ingeniería y como herrero. En 1880 fue acusado de intentar sobornar a Henry Parkes, el Secretario Colonial, solicitando empleo y ofreciendo un bono de £50. Se declaró culpable y no fue condenado al ingresar en su propia reconocencia de £80 para comparecer cuando se le llamara.
Adquirió la fundición Burn and Sons en Goulburn en 1881. Estableció su propia empresa en 1885, pero se declaró en quiebra en 1894. Ball sirvió en el Consejo de Goulburn de 1887 a 1894, y fue alcalde de 1890 a 1891. Después de ser liberado de la bancarrota, se trasladó a Albury para participar en la construcción de las obras de agua. En 1898, se trasladó a Sídney, para ejercer como ingeniero mecánico.

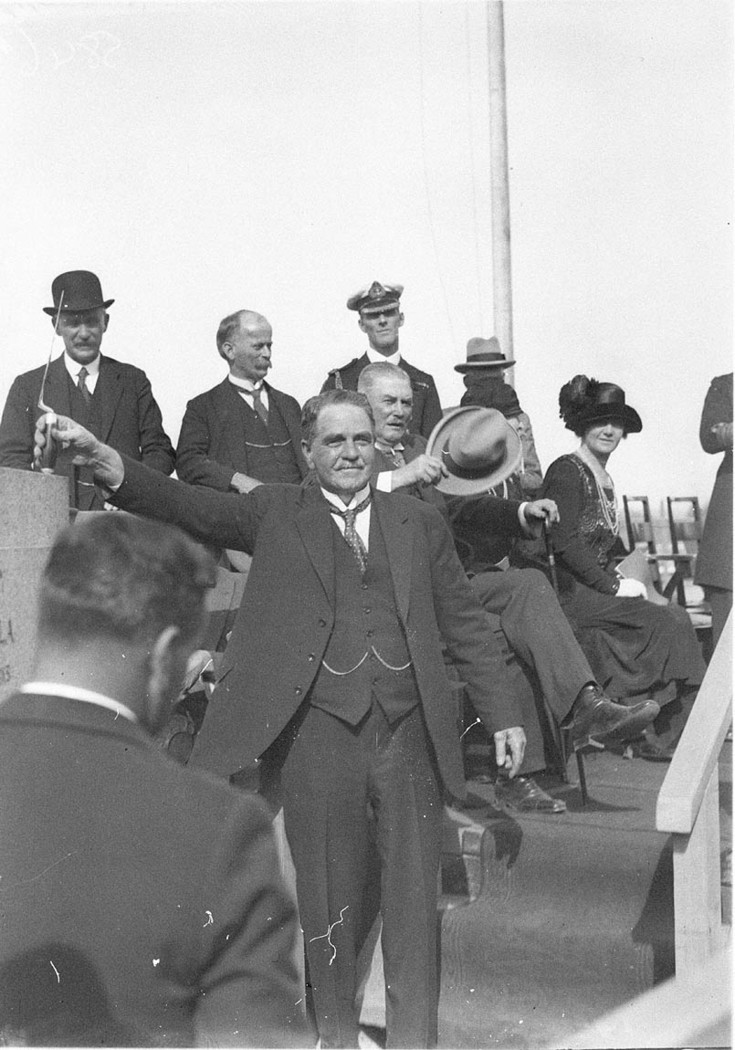
Ball coloca la primera piedra del Puente del Puerto de Sídney

## Carrera política
Ball fue elegido para la Asamblea Legislativa de Nueva Gales del Sur como representante de Albury en 1895 como miembro del Partido del Libre Comercio. Fue derrotado en 1898 por 39 votos (2.4%), en gran parte debido a su oposición a elementos de la propuesta de federación.
En 1904, Ball regresó a la Asamblea Legislativa como miembro por Corowa, inicialmente como miembro del Partido Liberal Reformista, pasando al partido de Agricultores y Colonos en 1913 antes de unirse a la gran coalición de William Holman que se fusionó en el Partido Nacionalista en 1917. Sirvió hasta la introducción de la representación proporcional en 1920. Albury se fusionó en Murray y Ball fue elegido como uno de los tres miembros. Después de que se reintrodujeran los distritos de un solo miembro en 1927, regresó a su antiguo escaño de Corowa. Apoyó el movimiento por un nuevo estado en Riverina. Se unió al Partido Unido de Australia en 1931, pero al año siguiente desertó a su socio de coalición, el Partido Country. Hubo 2 candidatos del Partido Country para las elecciones de 1932 para Corowa y Ball retuvo el escaño por apenas 1 voto después de que el 72% de las preferencias del Laborismo de Lang fueran para el otro candidato del Partido Country.
En noviembre de 1916, Ball fue nombrado Secretario de Obras Públicas y Ministro de Ferrocarriles en el segundo gobierno de Holman. Fue brevemente Ministro de Agricultura en el segundo gobierno de Fuller de abril a junio de 1922 antes de retomar su antiguo cargo como Secretario de Obras Públicas, Ministro de Ferrocarriles y asumiendo responsabilidades adicionales por las Empresas Industriales del Estado y Vivienda, en el que sirvió hasta la derrota del gobierno en 1925. Fue responsable de hacer pasar por el Parlamento la Ley que autorizaba la construcción del Puente del Puerto de Sídney y de firmar el contrato para su erección. En 1927 fue nombrado Ministro de Tierras en el gobierno de Bavin.

## Vida personal y muerte
El 6 de mayo de 1880, Ball se casó con Esther Arnold, con quien tuvo cuatro hijos. Esther falleció el 27 de agosto de 1920 (a los 63 años). El 26 de enero de 1926, se casó con Lillie May Hume.
Ball falleció en Marrickville el 30 de octubre de 1937 (a los 80 años).